# Биковен
Бико́вен — поселення («город») на території сучасної Тернопільщини або Івано-Франківської області, згадане під 1214 роком у Галицько-Волинському літописі. Нині не існує.

## Свідчення
Биковен згадується в Іпатіївському та Галицько-Волинському літописах, де написано, що князь Лестько (Лешек Бялий) воював там  1213 року — на місці, куди проходив шлях зі Зборова до Теребовлі.

## Спроби локалізації
Точне місцезнаходження поселення невідоме. За літописними даними, Биковен розташовувався на схід від Галича поряд із Теребовлею, Збаражем та Моклековим.
Особливо зацікавився дослідженням цього феномену парох о. Петро Білинський. Він досліджував Биковен наприкінці XIX ст., спираючись на презентаційну грамоту пароха села Біла з 1772 року і розповіді людей, що через поля того села ішов вишневецький шлях. Частину білецьких піль названо — «Бикові» або «Бикове». У назві «Биковин» зберігся, мабуть, залишок по місцевості Биковен, яка колись там існувала. Бикове лежить за 6 км на північ від Тернополя і 2 км на північний схід від Білої. На топографічних картах тієї назви не подають, а пишуть на тому місці — «Волова долина» і «Волова гора».
Михайло Грушевський схилявся до версії Петра Білинського.
Л. Махновець подав як можливе розташування Биковена городище біля с. Оліїв Зборівського району або в урочищі Бузок біля села Городище того ж району.
Є також версія, що Биковен був в урочищі Монастирисько біля села Дубівці Тернопільського району.
Альтернативна версія: Биковен — це розкопане в 1980-их роках Буківнянське городище біля села Буківна Івано-Франківської області.